# 가고시마 수족관
이오월드 가고시마 수족관(일본어: いおワールドかごしま水族館)은 가고시마현 가고시마시 혼코신마치에 위치한 수족관으로, 일본동물원수족관협회(JAZA)에 소속되어 있다.